# Grzegorz Nasuta
Grzegorz Nasuta (ur. 1 marca 1996 w Białymstoku) – polski szachista, arcymistrz od 2018 roku.

## Kariera szachowa
Wielokrotny finalista indywidualnych mistrzostw Polski juniorów w różnych kategoriach wiekowych, pięciokrotny medalista tych rozgrywek: złoty (Jastrzębia Góra 2014 – do 18 lat), dwukrotnie srebrny (Ustroń 2008 – do 12 lat, Szczyrk 2013 – do 18 lat) oraz dwukrotnie brązowy (Rybnik 2003 – do 7 lat, Sękocin Stary 2010 – do 14 lat).
Siedmiokrotny medalista mistrzostw Polski juniorów w szachach szybkich: 
- 4 złote (Kołobrzeg 2003 – U8 [P-15], Częstochowa 2006 – U10, Warszawa 2010 – U14, Warszawa 2012 – U16)
- 3 srebrne (Koszalin 2004 – U8, Lublin 2008 – U12 [P-15], Wrocław 2014 – U18) Dwukrotny medalista mistrzostwa Polski juniorów w szachach błyskawicznych (2 medale)
  - srebrny (Warszawa 2012 – U16)
  - brązowy (Warszawa 2010 – U14)

Reprezentant Polski na mistrzostwach Europy juniorów do 12 lat (trzykrotnie – Szybenik 2007, Herceg Novi 2008 ,Budva 2013), mistrzostwach świata juniorów do 14 lat (Pórto Cárras 2010), mistrzostwach świata juniorów do 16 lat (Maribor 2012),mistrzostwach świata juniorów do lat 18(Durban 2014-7miejsce), mistrzostwach świata do lat 20 (Indie- 8. miejsce) oraz olimpiadzie juniorów do 16 lat (Stambuł 2012 – 9. miejsce). Indywidualny i drużynowy akademicki wicemistrz świata (Brazylia 2018).Zwycięzca Kętrzyńskiego Festiwalu Szachowego (Kętrzyn 2011) oraz memoriału Ludwika Zamenhofa (Białystok 2012), zdobywca drugiego miejsca (za Patrykiem Łagowskim) w Międzyzdrojach (2012). Srebrny medalista drużynowych mistrzostw Europy juniorów do 18 lat (Jassy 2014).
W 2013 r. podczas rozegranych w Legnicy indywidualnych mistrzostw Europy wypełnił pierwszą normę na tytuł arcymistrza. W 2014 r. zdobył drużynowe mistrzostwo Polski juniorów reprezentując klub MUKS „Stoczek 45” Białystok.
Na kongresie FIDE IV kwartał 2015 otrzymał tytuł Mistrza Międzynarodowego.
Na Kongresie FIDE 6.10.2018 r. Batumi, Gruzja otrzymał tytuł Arcymistrza
Najwyższy ranking w dotychczasowej karierze osiągnął 1 stycznia 2020 r. z wynikiem 2561 punktów zajmował wówczas 16. miejsce wśród polskich szachistów.